# Kassena-Nankana District
Der Kassena-Nankana District war ein Distrikt der Upper East Region von Ghana und an der Grenze zum Nachbarstaat Burkina Faso. Der Distrikt wurde in zwei neue Distrikte aufgeteilt: den Kassena Nankana Municipal District und den Kassena Nankana West District.

## Bevölkerung
Die Einwohnerzahl des Distriktes war seit 1984 kaum gewachsen, da es eine erhebliche Migrationsbewegung in Richtung der südlichen Landesteile Ghanas gibt. Zu dieser dauerhaften Auswanderung kommt eine ausgeprägte saisonale Wanderbewegung von Hirten Richtung Süden während der Trockenzeit. Diese kehren dann aber während der feuchteren Jahreszeit zurück und bearbeiten heimische Felder. Eine gewisse Einwanderung – überwiegend aber ebenfalls nur saisonal – in den Distrikt gibt es von Norden aus Burkina Faso. 
Ethnisch besteht die Bevölkerung des Distriktes aus Angehörigen der gursprachigen Völker der Kassena, Nankana und Builsa.

## Klima und Vegetation
Das Klima ist tropisch mit einer feuchten Jahreszeit von Mai bis Oktober und einer langen Trockenzeit praktisch ohne Niederschlag von Oktober bis April. Die Temperaturen bewegen sich zwischen maximal 45° im März/April und minimal 12° im Dezember.
Charakteristisch ist der heiße Harmattan, der während der Trockenzeit weht.

## Wirtschaft
Der Distrikt ist agrarisch geprägt. Es werden Mais, Sorghum, Hirse, Erdnüsse und Reis angebaut. Viehzucht spielt eine bedeutende Rolle. 

## Bedeutendere Ortschaften im Distrikt
Außer Navrongo und Paga hat kaum eine Ortschaft im Distrikt mehr als 5000 Bewohner.
- Biu
- Bonia
- Chiana
- Choo
- Gongnia
- Kanania
- Kandiga-Atibabisi
- Kaniga-Kurugu
- Korania
- Nakolo
- Natugnia Akumbisi
- Navrongo
- Nayagenia
- Paga
- Punyoro
- Sirigu-Guwonko
- Tuo-Tan Gabisi
- Upper Gaane
- Vunania.